# Doliops bitriangularis
Doliops bitriangularis är en skalbaggsart som beskrevs av Stefan von Breuning 1947. Doliops bitriangularis ingår i släktet Doliops och familjen långhorningar.
Artens utbredningsområde är Filippinerna. Inga underarter finns listade i Catalogue of Life.